# Pseudopoda yintiaoling
Espèce
Pseudopoda yintiaoling est une espèce d'araignées aranéomorphes de la famille des Sparassidae.

## Distribution
Cette espèce est endémique de Chongqing en Chine,. Elle se rencontre dans le xian de Wuxi.

## Description
Le mâle holotype mesure 7,54 mm et la femelle paratype 7,94 mm.

## Systématique et taxinomie
Cette espèce a été décrite par Deng, Zhong, Irfan et Wang en 2023.

## Étymologie
Son nom d'espèce lui a été donné en référence au lieu de sa découverte, la réserve naturelle de Yintiaoling.

## Publication originale
- Deng, Zhong, Irfan & Wang, 2023 : « Four new species of the spider genus Pseudopoda Jäger, 2000 (Sparassidae) from Yintiaoling Natural Reserve of Chongqing, China. » Zootaxa, no 5257(1), p. 5-16.